# Wake Up! (Ferenc pápa-album)
A Wake Up! (magyarul: Ébredj!) Ferenc pápa nagylemeze, melyet 2015 végén jelentetett meg. Zenei stílusa progresszív rock. Az albumon a pápa beszédeiből, tanításaiból hallhatóak részletek zenei aláfestéssel. Az album artdirektora Don Giulio Neroni, és dolgozott rajta Tony Pagliuca is.